# Tổng (đơn vị hành chính cũ Việt Nam)
Tổng là đơn vị hành chính địa phương trung gian giữa huyện và xã ở Việt Nam trước năm 1945.
Theo các văn bia còn tồn tại, tổng có thể có từ thời Lê sơ. Tự điền bi ký lập năm 1471 tại xã La Khê, Vũ Thư, Thái Bình và bia Công chúa tự điền lập năm 1513 ở đền Vũ Bị, Bình Lục, Hà Nam đã thấy nhắc đến cấp tổng.
Các văn bia lập thời Mạc nhắc đến cấp tổng nhiều hơn. Tuy nhiên, vào thời Lê, thời Mạc, thời Lê-Trịnh, tổng không phải là một đơn vị hành chính chính thức giống như đạo, lộ, châu, phủ, huyện, xã. Nó là sự liên kết giữa một vài xã cận kề có chung những đặc trưng về văn hóa, tín ngưỡng, địa lý để cùng làm thủy lợi, bảo trì và cúng tế tại một ngôi đình chung (đình Tổng), hoặc chùa chung (chùa Tổng), chống trộm cướp.
Đầu thế kỷ 19, khi tổng đã phổ biến trên cả nước, thì nó mới được chuyển thành một đơn vị hành chính chính thức. Mỗi tổng bao gồm khoảng 10 xã, thôn. Đứng đầu chính quyền tổng là cai tổng do tri phủ hoặc tri huyện mà tổng trực thuộc chọn ra. Nhiệm vụ của chính quyền tổng chỉ là đôn đốc thu thuế, giữ gìn an ninh. Muốn thực hiện được các nhiệm vụ này, chính quyền tổng không dùng các cơ quan của mình mà lại dựa vào chính quyền xã.

## Quan niệm "tổng" trong văn hóa dân gian
Tục ngữ người Việt có câu: 
Vác tù và hàng tổng
Hàm ý làm việc có ý bận rộn, phô trương nhưng không có thực thế.
Chưa đỗ ông nghè đã đe hàng tổng.